# Driphilacris tuberosa
Driphilacris tuberosa är en insektsart som beskrevs av Marius Descamps och Christiane Amédégnato 1972. Driphilacris tuberosa ingår i släktet Driphilacris och familjen gräshoppor. Inga underarter finns listade i Catalogue of Life.